# Casino de Caldes
El Casino de Caldes és una entitat cultural i social centenària fundada el 1864 situada al casc antic de Caldes de Montbui (Vallès Oriental, Catalunya).

## Descripció
L'entitat va tenir des de l'inici el seu local a l'anomenada Casa de les Tres Voltes, al carrer del Forn, on es van fer el teatre i el cafè. A la sala gran, a la primera planta, hi tenien lloc les activitats escèniques, musicals i de ball, i el cafè era a la planta baixa. Antonio Coll Fort va signar els plànols del projecte d'arquitectura. Amb el temps, l'edifici es va ampliar i transformar: al jardí de la cantonada que dona al carrer de Madella es va aixecar un nou volum per allotjar la nova cafeteria, i a la façana en va sobresortir un altre per encabir-hi la màquina de projecció de cinema. A la planta baixa, l'activitat cultural té lloc a la Sala Petita i a l'Espai d'Art Casino, que acull concerts de petit format, exposicions i presentacions. Del vestíbul de la planta baixa parteix l'escala que duu al foyer de la sala d'actes. També en aquesta planta superior hi ha la sala de miralls de l'escola de teatre. La capacitat del teatre és d'uns 450 espectadors, repartits entre la platea (350) i els dos pisos de llotges. L'escenari té pendent i unes mides de 9 m de boca i 14 m de fons.

## Activitat
La decisió de posar en marxa una entitat dedicada al ball i a l'entreteniment que disposés d'un local propi amb sala i cafè va ser una ser iniciativa de l'any 1864 dels fabricants de Caldes Joaquim Mumbrú i Joaquim Delger. Més tard es fundà la Societat Recreativa del Casino Caldense (així es va anomenar fins a 1979). Actualment, l'entitat està coordinada per la Societat Cultura i l'Esplai Casino de Caldes, i per la fundació creada per l'entitat. El cinema va ser un entreteniment amb molt de seguiment i afició al llarg del segle xx també a Caldes, i al Casino es va fundar el 1920 el Cine Caldense, i el 1974, el Cineclub. El Casino va ser el lloc de fundació (el 1975) i la seu al llarg d'una bona colla d'anys de l'actual Escola Municipal de Música Joan Valls. Els balls dels caps de setmana i les festes han estat una de les activitats importants del local, que atreia gent de tota la comarca. La sarsuela, l'òpera i el teatre també hi han tingut un lloc important, amb el Grup Teatral d'Aficionats i el Cor del Casino durant la Segona República. En la transició es formà el grup Rebrot de Teatre, i més tard el Grup Escènic Casino (GEC), que continua funcionant. També hi treballen la jove Escola de Teatre, amb professors provinents de l'Escola de Dansa i Ball Stage, i s'hi celebra un cicle de teatre de tardor. Les activitats de cant, els esbarts i les arts escèniques es programen dins del cicle de l'Espai A, el circuit d'arts escèniques amateurs amb suport públic, i de la Federació d'Ateneus de Catalunya (FAC).